# Rit
Rit falu Horvátországban Verőce-Drávamente megyében. Közigazgatásilag Lukácshoz tartozik.

## Fekvése
Verőce központjától légvonalban 10, közúton 12 km-re, községközpontjától légvonalban 4, közúton 8 km-re északkeletre, Nyugat-Szlavóniában, a Drávamenti-síkságon fekszik.

## Története
A település a 19. században majorként keletkezett a már azelőtt is Ritnek, majd Puszta Ritnek nevezett, Bazje és Budrovac közötti füves területen. Verőce vármegye Verőcei járásának része volt. A falunak 1880-ban 117, 1910-ben 126 lakosa volt. Az 1910-es népszámlálás szerint a lakosság 69%-a magyar, 31%-a horvát anyanyelvű volt. Az I. világháború után 1918-ban az új szerb-horvát-szlovén állam, majd később (1929-ben) Jugoszlávia része lett. Az I. világháború után magyar lakossága helyére szerbek költöztek. 1991-ben 69 főnyi lakosságának 84%-a szerb nemzetiségű volt. 2011-ben falunak 38 lakosa volt, akik főként mezőgazdasággal foglalkoztak és a közeli Verőce üzemeiben dolgoztak.

## Lakossága
| Lakosság változása | Lakosság változása | Lakosság változása | Lakosság változása | Lakosság változása | Lakosság változása | Lakosság változása | Lakosság változása | Lakosság változása | Lakosság változása | Lakosság változása | Lakosság változása | Lakosság változása | Lakosság változása | Lakosság változása | Lakosság változása |
| ------------------ | ------------------ | ------------------ | ------------------ | ------------------ | ------------------ | ------------------ | ------------------ | ------------------ | ------------------ | ------------------ | ------------------ | ------------------ | ------------------ | ------------------ | ------------------ |
| 1857               | 1869               | 1880               | 1890               | 1900               | 1910               | 1921               | 1931               | 1948               | 1953               | 1961               | 1971               | 1981               | 1991               | 2001               | 2011               |
| 0                  | 0                  | 117                | 111                | 137                | 126                | 104                | 86                 | 101                | 103                | 115                | 95                 | 74                 | 69                 | 63                 | 38                 |

(Lakosságát 1857-ben Budrovachoz, 1869-ben Trézenföldhöz számították. 1931-től önálló településként.)